# The Edge
Pour les articles homonymes, voir David Evans, Evans et Edge.
David Howell Evans dit The Edge, né le 8 août 1961 à Barking (Royaume-Uni), est un auteur-compositeur-interprète et musicien irlandais.
Il est le guitariste, pianiste et second chanteur du groupe irlandais U2, depuis 1976.
Il est l'un des architectes du style U2 avec une sonorité et une expression rythmique caractéristiques. En 2011, The Edge est classé 38e du classement des « 100 plus grands guitaristes de tous les temps » proposé par Rolling Stone Magazine.

## Biographie
David Howell Evans naît à Barking (Londres), en Angleterre, de parents gallois Gwenda et Garvin Evans. Quand il a un an, sa famille déménage à Malahide, dans le comté de Dublin, en Irlande, où il étudie à St. Andrew's National School. The Edge reçoit des leçons de piano et apprend à jouer de la guitare en étant autodidacte. Il joue souvent avec son frère Dik Evans avant de répondre à une annonce affichée par Larry Mullen Jr. à leur école, la Mount Temple Comprehensive School, à la recherche de musiciens pour former un groupe. Ce groupe passe par plusieurs noms avant de devenir définitivement U2 en mars 1978 (Dik Evans a quitté le groupe juste avant qu'il ne change de nom). Après cela, U2 commence à se produire dans divers lieux en Irlande. Leur premier album, Boy, voit le jour en 1980.
En 1981, pendant la tournée October, The Edge est  sur le point de quitter le groupe, pour des raisons religieuses, mais il est incité à rester. Au cours de cette période, il est très impliqué dans un groupe appelé Shalom Tigers, tout comme Bono et Larry Mullen Jr. Peu de temps après avoir décidé de rester dans l'aventure U2, il crée l'ébauche d'un morceau de musique qui  deviendra Sunday Bloody Sunday.
Le surnom « The Edge » reste un mystère dans les années 2020. Alors que Bono affirme le lui avoir donné en raison de son esprit acéré, la plupart des biographes l'attribuent à l'aspect anguleux de son menton. Une autre théorie remonte à son enfance, période durant laquelle il appréciait visiblement  marcher sur des espaces étroits comme les bords de trottoirs ou les murs (En anglais, edge signifie « bord », « tranchant »).
Pour la 40e édition du festival de Glastonbury, U2 devait être une des têtes d'affiche mais a renoncé du fait d'une opération au dos de Bono), The Edge a été l'invité surprise de Muse, tête d'affiche du samedi soir, pour interpréter aux côtés du trio britannique Where the Streets Have No Name de U2.
En 2010, il fait personnaliser sa guitare, baptisée « Edge Force One », par l'artiste Fabien Verschaere.
Le 30 septembre 2016, il se produit dans la chapelle Sixtine au Vatican lors d'un colloque international contre le cancer. Il y a remercié le pape François pour son « travail étonnant ».

## Influences
En 1987 lorsqu'on lui demande si le guitariste Jimi Hendrix est l'une de ses principales influences, The Edge déclare: « mes références sont beaucoup plus du côté de Tom Verlaine (de Television) et John McGeoch (de Siouxsie and the Banshees) ». The Edge cite aussi Rory Gallagher comme « une grande source d'inspiration » pour son travail. Il a également été marqué par Patti Smith « son jeu de guitare était compétent, il était parfait pour son groupe ».

## Style musical
En tant que guitariste, pianiste et second chanteur (avec Bono) de U2, The Edge est reconnu comme ayant un son utilisant de nombreux effets : delays numériques, réverbérations, ainsi que nombre de filtres et modulations. Il porte une attention particulière sur la texture et la mélodie.
The Joshua Tree en est probablement le meilleur exemple, avec des titres comme With or Without You et Where the Streets Have No Name. Son style de jeu très particulier, ainsi que très basique, repose sur de multiples effets de slides et d'harmoniques, ainsi que de rythmiques mélodiques qui font sa marque de fabrique.
Dès ses débuts, il se refuse à tout solo basé sur les gammes de blues et la vitesse, jugeant que beaucoup trop de guitaristes excellaient déjà dans ce domaine et que U2 avait besoin d'un autre son.
L'album montre l'approche de The Edge sur la guitare : plutôt que d'essayer d'amener celle-ci en avant-plan par le mixage et rendre sa contribution évidente, il se concentre sur la chanson et l'esprit, en contribuant parfois avec juste quelques lignes donnant de la profondeur et de la richesse avec un délai digital omniprésent. L'intro de Where the Streets Have No Name n'est qu'un arpège de 4 notes.
The Edge a décidé que la plupart de ses parties de guitare seraient basées sur des effets plutôt que sur le jeu de guitare. C'est particulièrement vrai lors de l'ère Achtung Baby, même si de nombreux matériaux du groupe pendant les années 1980 utilisent déjà l'écho.
Son influence en tant que guitariste peut être vue chez beaucoup de groupes encore actifs, tels que Radiohead, Coldplay, et la scène indie / alternative.

The Edge est le chanteur principal des morceaux Van Diemen's Land (Rattle and Hum), Numb (Zooropa), Corpse (These Chains Are Way Too Long) (Original Soundtracks 1 avec les Passengers) et chante la première partie de Seconds (War). Il se charge aussi des voix secondaires pour aider Bono sur la plupart des chansons du groupe. L'album live de 1983 et les vidéos qui en furent tirées, Under a Blood Red Sky et Live At Red Rocks, sont de bons points de référence. Par exemple, il chante le refrain de Sunday Bloody Sunday (et Bono harmonise sur le Sunday final). U2 réutilisera cette technique de surchant dans Bullet the Blue Sky, entre autres.

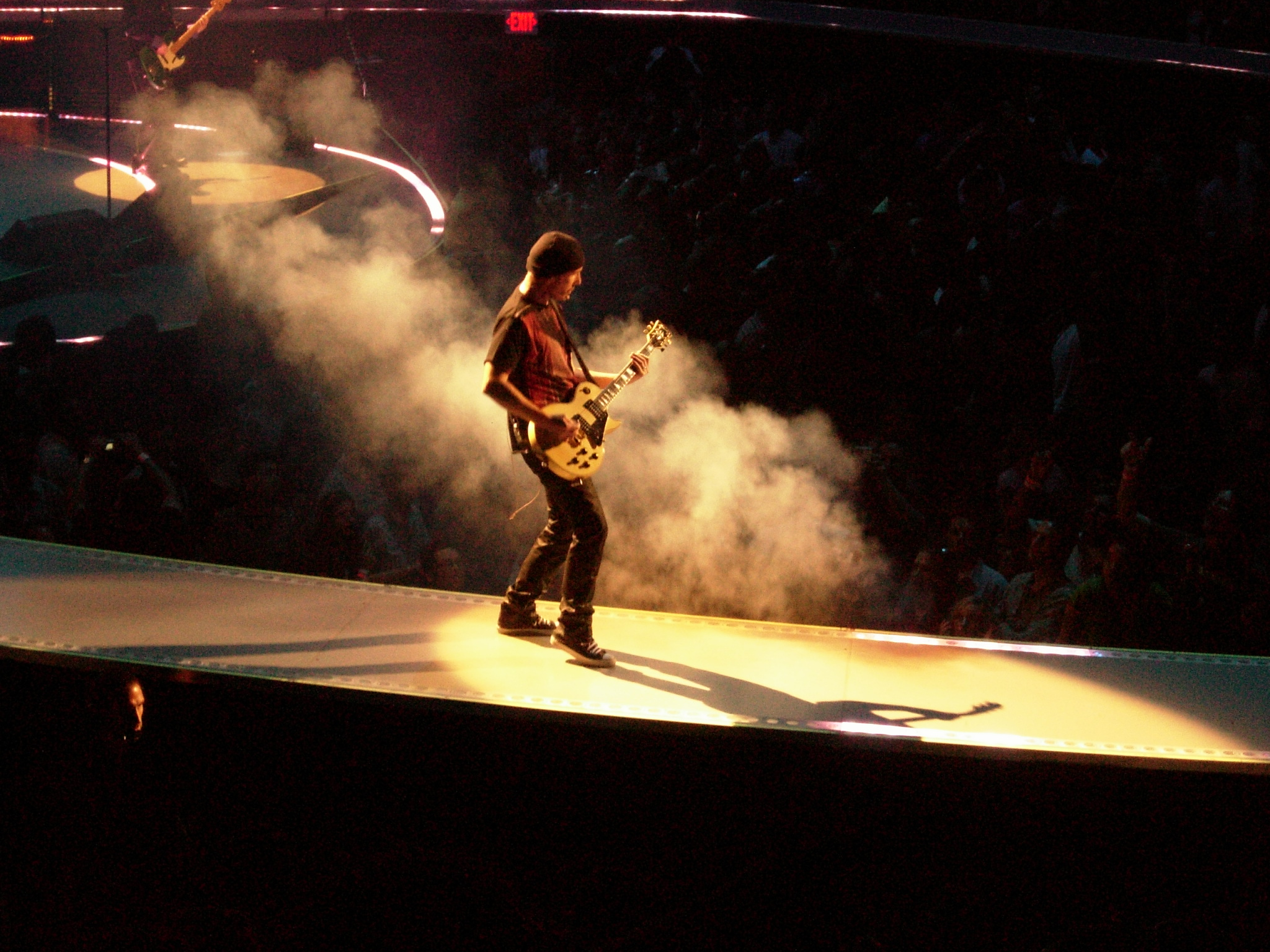
The Edge à Anaheim en 2005.

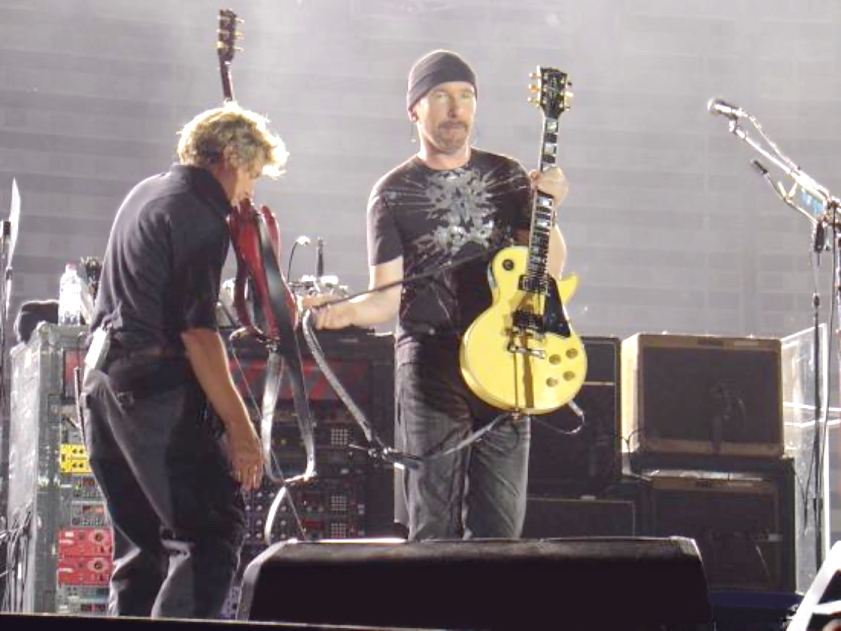
The Edge avec Dallas Schoo, son technicien et ami, au cours d'un échange de guitares sur la scène du Vertigo Tour de U2 à Rome le samedi 23 07 2005.

Ces voix de support sont souvent de la forme d'un pleur répété ; ce style a probablement été partiellement inspiré des derniers enregistrements des Beatles comme Helter Skelter. Les exemples de chansons qui utilisent cette approche incluent :  Beautiful Day et New Year's Day, Numb (Zooropa), la première moitié de Seconds (War), la partie falsetto dans Stuck in a Moment You Can't Get Out Of de All That You Can't Leave Behind et un vers de Miracle Drug (How to Dismantle an Atomic Bomb). Il chante aussi parfois le chant principal en concert (comme pour Sunday Bloody Sunday pendant le Popmart Tour). C'est également lui qui chante en entier Van Diemen's Land, qui ouvre le film Rattle And Hum.
Il joue de plusieurs instruments : guitare électrique, guitare acoustique, claviers, piano, basse (sur "40"). Il utilise plusieurs guitares : Gibson Explorer, Fender Stratocaster (avec micro manche personnalisé), Gibson Les Paul, Gibson SG, Fender Telecaster, Rickenbacker 330-12, Gretsch Country Gentleman, Variax Acoustic 700

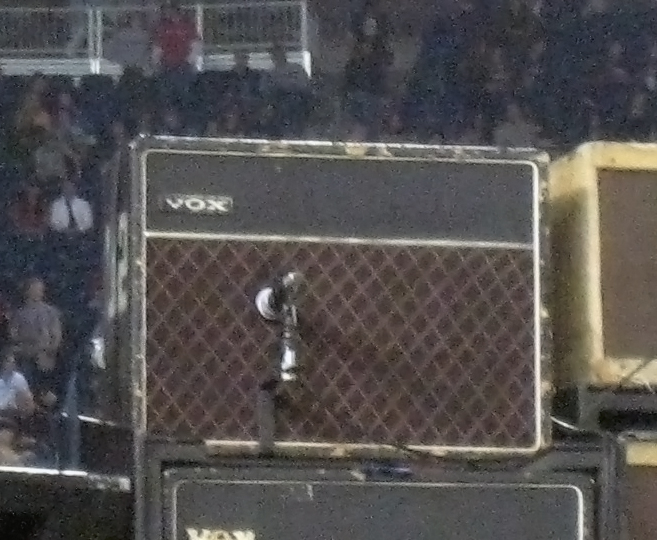
L'amplificateur Vox AC30 de The Edge lors du concert du 20 septembre 2009 au Gillette Stadium à Foxborough dans le Massachusetts.

## Enregistrements solo
The Edge a enregistré avec des artistes tels que  Johnny Cash, B. B. King, Tina Turner et Ron Wood.
The Edge s'est associé avec Sinéad O'Connor, Eno, Lanois et Michael Brook (le créateur de l'Infinite Guitar, qu'il utilise régulièrement), pour travailler avec lui sur la musique du film Captive (1986). La chanson Heroine avec la toute jeune Sinéad O'Connor au chant (elle n'avait pas encore sorti son premier album), The Edge et Michael Brook aux guitares, claviers et basse, Larry Mullen jr à la batterie ainsi que Lesley Bishop au cor français, a été remixée par Steve Lillywhite.
Il a aussi créé le générique de la nouvelle série américaine : The Batman.
Dans le groupe, il joue parfois du piano et des claviers ou de la basse, en plus de la guitare. Il lui arrive également de chanter en duo avec Bono ou en solitaire comme sur les titres Numb ou Van Diemen's land.

## Distinctions
En 2003, Rolling Stone Magazine a noté The Edge #24 sur leur liste des « 100 plus grands guitaristes de tous les temps ».